# Leopold Eidlitz

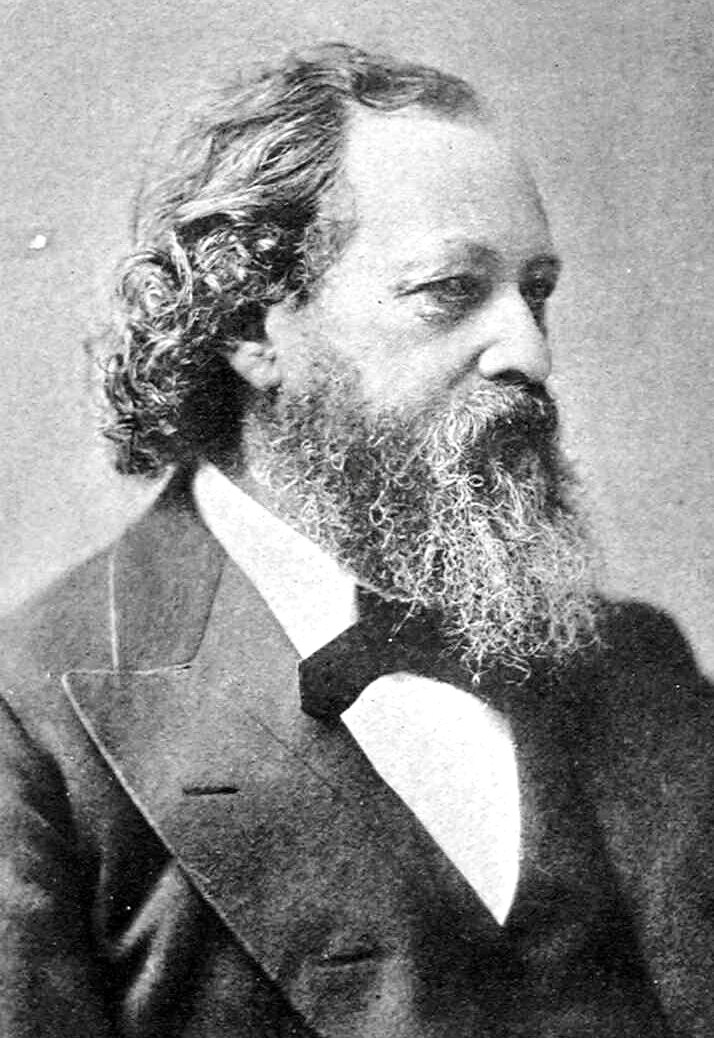
Leopold Eidlitz

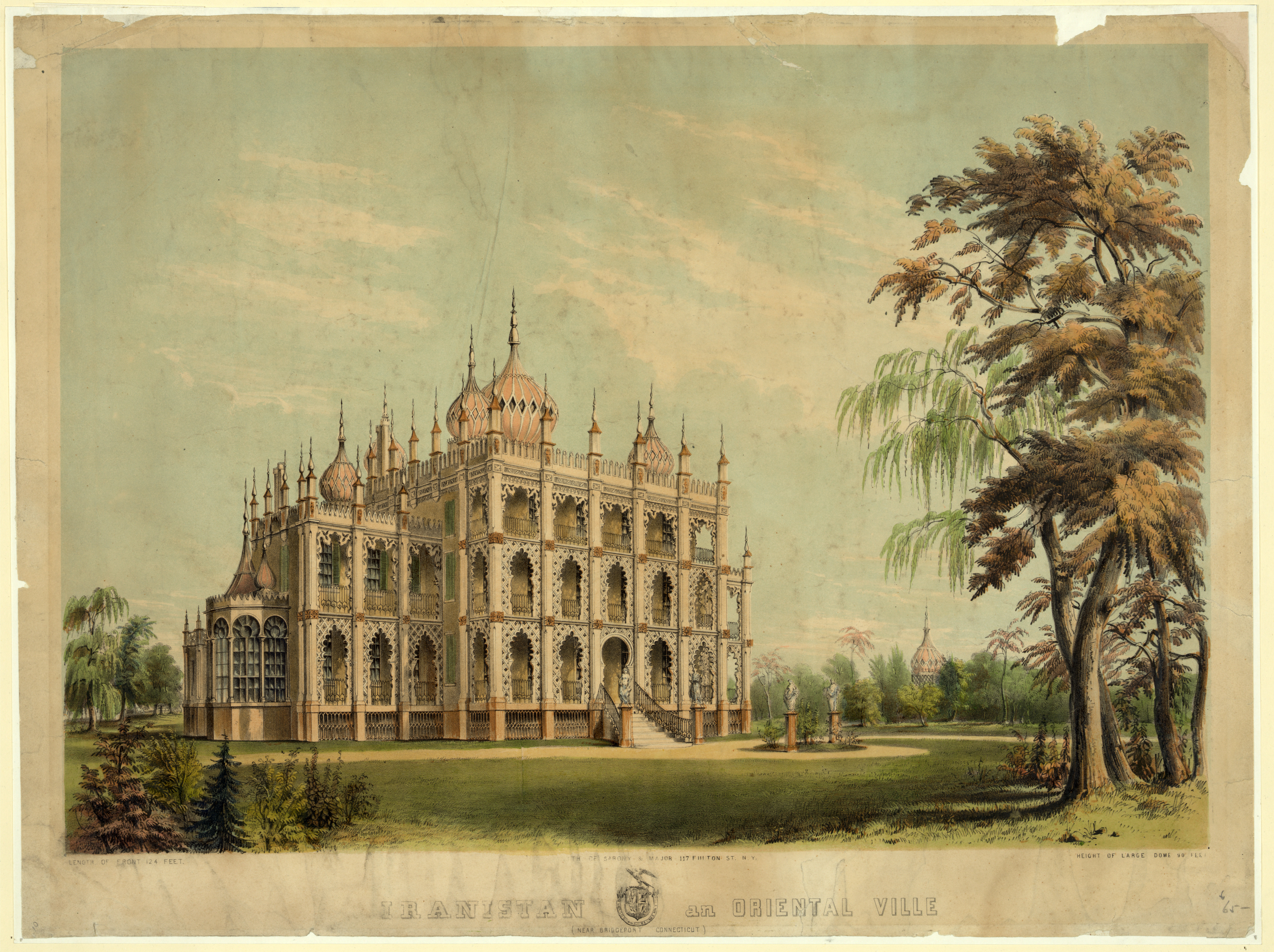
Iranistan in Bridgeport, Residenz von P. T. Barnum, erbaut 1848

Leopold Eidlitz (* 10. März 1823 in Prag; † 1908 in New York City) war ein österreichisch-amerikanischer Architekt. Seine bekanntesten Werke schuf er in New York, darunter das New York State Capitol in Albany, das Schloss Iranistan für P. T. Barnum in Bridgeport und viele Sakralbauten.

## Biografie
Eidlitz wurde in Prag in einer jüdischen Familie geboren. Seine Eltern waren Abraham und Judith Eidlitz, sein Bruder Markus (später Marc) Eidlitz (1826–1892) wurde später ebenfalls erfolgreicher Architekt. Leopold Eidlitz erhielt seine frühe technische Ausbildung an einer Prager Realschule und setzte dann seine Ausbildung am Polytechnischen Institut Wien fort, wo er an der kurzlebigen Wirtschaftsschule eingeschrieben war. Eidlitz emigrierte 1843 aus Wien in die Vereinigten Staaten und ließ sich in New York nieder. Sein Bruder Markus emigrierte drei Jahre später ebenfalls nach New York.
Eidlitz arbeitete drei prägende Jahre im Büro von Richard Upjohn.
Im Jahr 1846 Eidlitz eine Partnerschaft mit den deutschen Einwanderer dem Architekten Karl (jetzt Charles) Otto Blesch, der in München bei Friedrich von Gärtner studiert hatte. Gemeinsam erhielten sie mehrere Bauaufträge in New York.
Eidlitz war 1857 ein Gründungsmitglied des American Institute of Architects. Im Jahr 1859 trat er der Century Association bei.
Eidlitz schrieb zahlreiche Artikel in Zeitschriften wie The Crayon in den 1850er Jahren und der American Architect and Building News Anfang der 1870er Jahre. Eines seiner bedeutendsten Bücher war The Nature and Function of Art, More Especially of Architecture aus dem Jahr 1881.
Sein Sohn Cyrus L. W. Eidlitz (1853–1921) wurde bekannt als Architekt von One Times Square.